# Ivo Lola Ribar
Ivo Ribar, ps. „Lola” (ur. 23 kwietnia 1916 w Zagrzebiu, zm. 27 listopada 1943 na Glamočkim polju) – jugosłowiański polityk komunistyczny narodowości chorwackiej, partyzant, uczestnik ruchu oporu w trakcie II wojny światowej, publicysta.

## Działalność
Był synem Ivana Ribara. W 1938 roku ukończył studia prawnicze na Uniwersytecie w Belgradzie. W trakcie studiów przebywał w Genewie, gdzie stał się wyznawcą marksizmu. W 1935 roku został członkiem komunistycznej młodzieżówki (SKOJ), a rok później Komunistycznej Partii Jugosławii (KPJ). Z powodu swojej działalności politycznej był wielokrotnie więziony. Od 1940 roku był sekretarzem Komitetu Centralnego Komunistycznej Partii Serbii i członkiem Komitetu Centralnego KPJ. Pełnił również funkcję sekretarza SKOJ. Pisywał w komunistycznej prasie.
W trakcie II wojny światowej brał udział w tworzeniu partyzanckiego ruchu oporu. W październiku 1943 roku został mianowany szefem pierwszej partyzanckiej misji wojskowej w Kairze. Zginął na Glamočkim polju, tuż przed odlotem na misję w wyniku niemieckiego ataku na jego samolot.